# Pont de l’île d’Orléans
Die Pont de l’île d’Orléans (engl.: Île d'Orléans Bridge) ist ein 4.430 Meter langer Brückenzug über den Sankt-Lorenz-Strom, der das Festland in Québec nahe dem Montmorency-Wasserfall mit der Île d’Orléans verbindet. Sie ist Teil des Highway 368, welcher weiter durch die Insel führt. Die Brücke nach Île d’Orléans ist die längste Brücke über den Sankt-Lorenz-Strom, obwohl sie aufgrund von Zufahrtsdämmen nicht die gesamte Breite des Flusses überspannt. Der Brückenzug besteht aus beidseitigen Rampenbrücken, die teilweise als  Fachwerkträgerbrücken konstruiert sind. Die dazwischen liegende Hauptbrücke in Strommitte ist eine Hängebrücke. Gemessen an ihrer Gesamtlänge, ist das Bauwerk die längste Hängebrücke Kanadas. Da die Hängebrücke jedoch mit der einer maximalen Stützweite von 323 Metern zwischen den beiden Brückenpylonen vergleichsweise kurz ist, gehört sie nicht zu den längsten Hängebrücken. 
Die Hängebrücke selbst besitzt eine Gesamtlänge von 677 Metern, die Feldweiten betragen 127 Meter in den Seitenfeldern und 323 Meter in der Hauptöffnung. Der fachwerkartige Fahrbahnträger weist zwei Fahrstreifen auf und verfügt über einen Gehweg. Die 1935 fertiggestellte Brücke wurde vom Architekten O. Desjardins entworfen. Baubeginn der Brücke war 1934. Sie ersetzte eine Fährverbindung und war ein Wahlversprechen des damaligen Premierministers von Québec Louis-Alexandre Taschereau, die auch als Kampf gegen die Arbeitslosigkeit zur Zeit der Weltwirtschaftskrise gedacht war. Die Brücke trug ursprünglich den Namen Pont Taschereau.